# Pleurogonium minutum
Pleurogonium minutum är en kräftdjursart som beskrevs av Frank Evers Beddard 1886. Pleurogonium minutum ingår i släktet Pleurogonium och familjen Paramunnidae. Inga underarter finns listade i Catalogue of Life.